# Marcin Błaszak
Marcin Błaszak (ur. 13 czerwca 1980 w Bydgoszczy) – polski aktor telewizyjny i aktor Teatru Żydowskiego w Warszawie.

## Życiorys

### Wczesne lata
Dzieciństwo spędził w Barcinie koło Bydgoszczy. W 2006 ukończył Studium Aktorskie przy Teatrze Żydowskim w Warszawie i zdał egzamin eksternistyczny dla aktorów dramatu.

### Kariera
Zadebiutował na ekranie w 2004 roku. Zagrał w teledysku do piosenki „Nie zawiedź mnie” zespołu Virgin (2005).

## Filmografia
- 2004: Camera Café
- 2005: Pogromczynie Mitów jako ankietowany
- 2005: Daleko od noszy jako przystojny pacjent (odc. 46)
- 2005: Kryminalni jako ochroniarz
- 2005: Niania jako Patryk
- 2006: Mrok jako blond Cherubin
- 2008: Małgosia Contra Małgosia jako Joachim
- 2008: Wydział zabójstw jako Dawidow
- 2009: Pierwsza miłość jako Wojtek Manicki
- 2009: Ojciec Mateusz jako Jan Nowak
- 2011: M jak miłość jako ksiądz Jacek
- 2012: Prawo Agaty jako „On” w filmie Biuro miłości
- 2012: Na dobre i na złe jako Andrzej Głogowski pacjent po chemioterapii (odc. 491)
- 2013: Hotel 52 jako kelner
- 2015: Ojciec Mateusz jako Jan Dobrucki (odc. 162)
- od 2016: Klan jako Brajan Cebula, kolega Darka z wojska
- 2017: Ojciec Mateusz jako Igor Rogaś (odc. 217)
- 2017: Na sygnale jako Krzysztof Stefaniak (odc. 132)
- 2017: Na dobre i na złe jako Michał (odc. 662)
- 2017: Lekarze na start jako Adam, mąż Anny (odc. 15)
- 2018–2019: Barwy szczęścia jako pracownik socjalny Dobrzyński
- 2020: Przyjaciółki jako lekarz Stefy (odc. 179)
- 2020: Kod genetyczny jako prowadzący konferencję Zadary (odc. 8)